# David F. Oyster
Pour les articles homonymes, voir Oyster.
David F. Oyster est un réalisateur, producteur et scénariste américain né le 18 août 1945 en Géorgie (États-Unis).

## Filmographie

### comme réalisateur
- 1999 : Things That Go Bump (série TV)
- 1984 : Flight of the Whooping Crane (TV)
- 1986 : Chesapeake Borne (TV)

### comme producteur
- 1980 : Cosmos (série TV)
- 1984 : Flight of the Whooping Crane (TV)
- 1986 : Chesapeake Borne (TV)
- 1994 : Futurequest (série TV)

### comme scénariste
- 1984 : Flight of the Whooping Crane (TV)
- 1986 : Chesapeake Borne (TV)